# 奥多摩三山

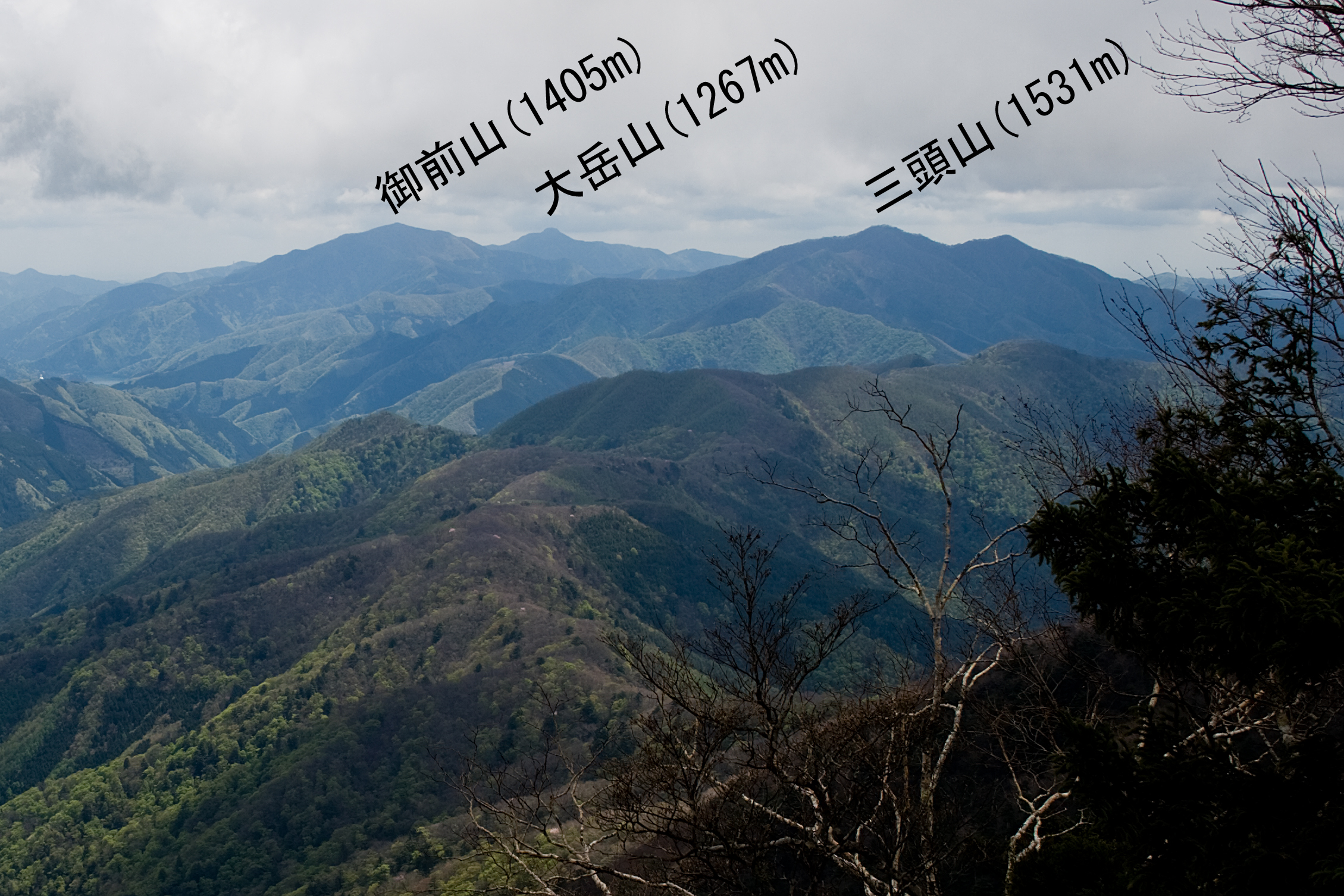
大菩薩峠より奥多摩三山 （2008年5月撮影）

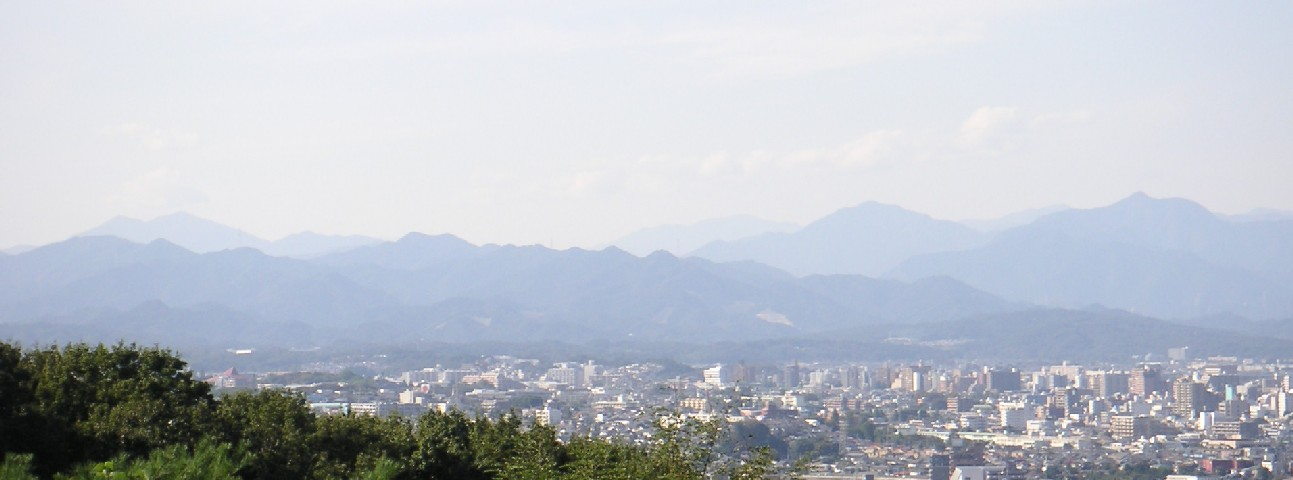
奥多摩三山

奥多摩三山（おくたまさんざん、おくたまさんさん）は、東京都の奥多摩山域にある、多摩川の南岸にある大岳山、御前山、三頭山のこと。
- 大岳山（1267m）
- 御前山（1405m）
- 三頭山（1531m）

浅間尾根からの奥多摩三山